# 風后
風后，中國古代遠古時期人物。山西運城解州人，為黃帝的宰相，風姓部落的首領，於諸臣中位居首席，與黃帝是亦師亦臣的關係，精通天文曆法及兵法，一說亦為指南車的發明者。風后發明指南車和八陣圖，死後葬於風后陵，即現在山西運城的風陵渡。

## 生平
大凡古籍提及黃帝諸臣，風后之名多半居首，雖身為黃帝麾下最知名的大臣，其事蹟卻較無完整且系統的記載，皆散見於古籍中，多屬零星片段。

### 黃帝訪賢
傳說伏羲氏姓風，而風后正是伏羲氏後人，繼承了河圖，通曉天地奧祕。時，黃帝求才若渴，某次夢見一道大風吹散了天地間的塵垢，醒來後反覆思索，認為「風」象徵執政者，而「垢」字去掉「土」字邊，正是后字，黃帝便循此夢兆，訪求世上是否有姓風名后的賢人，後果真在海濱尋得此人，遂拜以為相。至於風后在黃帝麾下所任官職，亦有多種說法，除宰相外，另有三公、侍中等，不一而足。

### 相關事蹟
涿鹿之戰爆發，風后奉黃帝之命，指揮部隊，布下八陣圖以對抗蚩尤。後蚩尤造起大霧，令黃帝軍隊迷失方向，黃帝又命風后謀劃因應之道，精通星象的風后抬頭望見北斗七星，想起北斗的斗杓會隨季節變化而改變方向，遂獲得靈感，便造出能夠辨別方位的指南車，終於順利大破蚩尤軍隊。
黃帝每出外遠遊，皆讓風后與柏常隨侍在側，以風后攜帶書籍，而柏常背負寶劍。。
又據說黃帝曾封禪泰山，而風后與封鉅、岐伯兩人聯名勸說黃帝可在沂山、凡山舉行封禪之儀，黃帝接納此議，於是得以長生不老。
風后亦根據河圖中所記載的奧祕，劃分天下為九州。
傳說神農時有一個名為白民的種族進獻藥獸一頭，能夠診斷人類身上的疾病，並在野外找到相對應的藥草來治病。日後黃帝得到此獸，命令風后將藥獸診療過的病症和藥方皆紀錄下來，日後再有人罹患這些病症，就能不需仰賴藥獸的診斷而對症下藥。

### 化身老子
又有傳說風后為太白金星所化，曾化身黃石公，傳授張良兵書。

## 專長

### 天文曆法與星命學
古籍中有許多風后精通天文曆法的記載，傳說風后領受河圖，遂習得伏羲氏所流傳下來的陰陽之道，並察天象，制定曆法，甚至能據此推算人的命運。

### 兵法戰陣
傳說風后亦精通兵法戰陣之學，後人託名風后的作品，在《漢書·藝文志》中列入兵書類，往後在《隋書》與《宋史》等正史之藝文志的兵書類，皆可見及風后之名。另外，成書於唐代的《握奇經》，開宗明義便道出八陣圖乃是風后所發明。三國曹植的文學作品《陳審舉表》，有「撮風后之奇，接孫吳之要」的句子，便將風后與孫武、吳起並列。

### 算術
宋代大觀年間，時官學有算術一科，奉黃帝為始祖，並以歷代精通算學者陪祀，風后居首，被封為上谷公。

## 著作
古籍中有託名風后撰著或以風后為名的作品，已知全為偽作，如今除《握奇經》與唐代獨孤及之《風后八陣圖記》外，餘皆亡佚，只剩下書名可供後人參考。
| 書名                 | 卷數               | 託名作者 | 真實作者 | 其他作者                          | 成書時代 | 著錄                               | 備註                                                                    |  |
| 風后孤虛             | 二十卷             | 風后     | 不詳     | 無                                | 漢代以前 | 七略 漢書·藝文志                   | 列入數術略的五行類                                                      |  |
| 風后                 | 十三篇，另有圖二卷 | 風后     | 不詳     | 無                                | 漢代以前 | 漢書·藝文志                        | 列入兵書略的陰陽類                                                      |  |
| 黃帝蚩尤風后行軍祕術 | 二卷               | 風后     | 不詳     | 無                                | 隋代以前 | 隋書·經籍志 國史經籍志             |                                                                         |  |
| 風后八陣圖記         | 一篇               | 無       | 獨孤及   | 無                                | 唐代     | 毗陵集                             | 傳世                                                                    |  |
| 風后三命             | 三卷               | 風后     | 不詳     | 無                                | 宋代以前 | 宋史·藝文志 通志·藝文略 國史經籍志 | 列入子部五行類 通志著錄為一卷                                           |  |
| 風后                 | 一卷               | 風后     | 不詳     | 無                                | 宋代以前 | 宋史·藝文志                        | 列入子部五行類 與漢志所著錄為同名不同書                                 |  |
| 風后握機             | 一卷               | 風后     | 不詳     | 晉馬隆略序                        | 宋代以前 | 宋史·藝文志                        | 列入子部兵書類 疑即四庫提要之《握奇經》                                 |  |
| 風后握機圖經         | 一卷               | 風后     | 不詳     | 無                                | 宋代以前 | 通志·藝文略 國史經籍志             |                                                                         |  |
| 風后握奇八陣圖       | 一卷               | 風后     | 不詳     | 無                                | 宋代以前 | 通志·藝文略 國史經籍志             |                                                                         |  |
| 握奇經               | 一卷               | 風后     | 不詳     | 漢丞相公孫弘解 晉西平太守馬隆述贊 | 約略唐代 | 四庫全書總目提要                   | 亦名握機經、幄機經 疑即宋史·藝文志之《風后握機》 浙江范懋柱家天一閣藏本 |  |

## 首席陪祀神
宋朝以降，歷代帝王祭祀三皇五帝，均列風后為首席陪祀之神，其地位之崇高亦由此可見一斑。

## 以風后命名的事物
河南新鄭縣境內的具茨山，主峰名為風后嶺，因傳說黃帝曾登上此山。
今山西芮城縣西南方的風陵渡，傳說即為黃帝遇見風后的海隅之地，日後風后亦葬於此，清代有風后廟及風后塚，此亦為風陵之名的由來。

## 相關文學作品
東漢張衡之《應間》：「羨咎繇兮建典謨，懿風后兮受瑞圖。」
三國曹植之《陳審舉表》：「撮風后之奇，接孫吳之要。」
唐代杜甫之《可歎》：「吾輩碌碌飽飯行，風后力牧長回首。」
明朝楊維楨之《八陣圖賦》：「自風后之有圖兮，肆獯蚩之赫伐。」

## 風后的後裔
據說武王伐紂後，分封天下諸侯，將風后後人封在「宿」這個地方（今山東東平縣東南二十里）。春秋除宿外，又有任（故城在今山東濟寧市）、須句（音劬，今山東東平縣東南）、顓臾（今山東費縣西北八十里，即平邑縣東）等國亦為風姓，主司奉祀太昊（一說太昊即伏羲氏，可知其與風后之淵源）。上述四地皆在今山東境內。

## 流行文化
宇峻公司製作出品的角色扮演遊戲《幻想三國誌》，其主人公姬軒，便是設定為風后轉世。

## 相關
- 女媧